# Züünbüren
Züünbüren är ett distrikt i Mongoliet.   Det ligger i provinsen Selenga, i den centrala delen av landet, 250 km norr om huvudstaden Ulaanbaatar.